# Louis-Claude de Saint-Martin
Louis-Claude de Saint-Martin (Amboise, 1743. január 18. – Châtenay-Malabry, 1803. október 14.) francia filozófus volt, akit Ismeretlen Filozófusként is ismertek, azon a néven, amelyen műveit publikálta. Hatással volt a misztikára és az emberiség szellemi fejlődésére, továbbá ihletadója volt a Martinista Rend kialakulásának.

## Élete

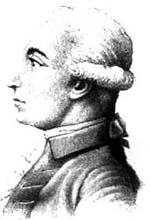
Louis-Claude de Saint-Martin

Amboise-ban született egyszerű, kisnemesi családba. Apja kívánsága szerint először a jogi pályával próbálkozott, majd katonának állt. A bordeauxi helyőrségben nagy hatással volt rá Martinez de Pasqually, akit gyakran "portugál zsidónak" neveztek (habár a későbbi kutatások felfedték, hogy valószínűleg spanyol volt és katolikus), és aki kabbalisztikus forrásokból merítve tanított misztikát és azon igyekezett, hogy egy titkos, mágikus, illetve teurgikus rítusokkal operáló kultuszt alapítson. 1768 szeptemberében vezették be őt az Elus-Coën Rendbe. Saint-Martin 1768-tól 1771-ig Martinez de Pasqually titkáraként tevékenykedett Bordeaux-ban.
1771-ben leszerelt a seregből, hogy a misztika hirdetésének szentelje magát. Ugyanebben az évben együtt lakott Jean-Baptiste Willermoz-zal Lyonban, mialatt megírta első könyvét. Írói időszakai alatt nagynénje, Cecile Sophie de Saint-Martin grófnő pártfogolta, aki Francesco Lodovico de Candia márki, a Savoyai Hercegség lyoni nagykövete felesége volt, akitől létszükségleteihez és elképzeléseihez anyagi támogatást kapott. Jó beszédkészsége miatt örömmel látták a párizsi szalonokban, azonban lelkesedése Angliába vezette őt, ahol ismeretségbe került William Law(en) angol misztikussal, majd Itáliába, Svájcba és a Francia Királyság nagyobb városaiba. 1784 februárjában csatlakozott a Harmónia Társasághoz Párizsban. 1787-ben újra találkozott William Law-val egy londoni utazása során. 1788 és 1791 között Strasbourgban élt, ahol találkozott Karl Göran Silfverhjelm báróval, Emanuel Swedenborg unokaöccsével. 1788-ban Strasbourgban találkozott Charlotte de Boecklinnel, aki megismertette Jakob Böhme írásaival. 1790 júliusában kilépett a Helyreállított Skót Rítus szervezetből és megkérte Jean-Baptiste Willermozt, hogy törölje nevét minden szabadkőműves nyilvántartásból. 1792-ben levelezésbe kezdett a svájci teozófussal, Niklaus Anton Kirchberger von Liebisdorffal.
Nemesi származása miatt a Francia forradalom idején őrizetbe vették, vagyonát elkobozták. Később helyi hivatalnokok szabadították ki, akik iskolatanítónak szerették volna őt alkalmazni. Szigorú katolikus neveltetést kapott és mindig kapcsolatban maradt az Egyházzal, habár első művét, A tévedésekről és az Igazságról címűt, az Egyház tiltólistára tette. Aulayban (ma Châtenay-Malabry) halt meg 1803. október 13-án vagy 14-én.

## Művei
Elsőként fordította le Jakob Böhme írásait németről franciára. Későbbi évei csaknem teljes egészében művei összeállításával, illetve Böhme művei fordításával teltek. Nyilvánosságra került levelei bizonyítják, hogy érdeklődött a spiritualizmus, a mágneses gyógykezelések, a mágikus idézés, illetve Emanuel Swedenborg művei iránt. Főbb művei:
- Des erreurs et de la vérité (A tévedésekről és az Igazságról), 1775
- L’Homme de désir (A vágy embere), 1790
- Le Nouvel Homme (Az új ember), 1792
- Lettre à un ami, ou Considérations philosophiques et religieuses sur la révolution française (Levél egy barátnak, avagy a Francia Forradalom filozófiai és vallási szempontjai), 1795
- Éclair sur l'Association humaine (Az emberi kapcsolatok fénye), 1797
- Le Crocodile (A krokodil), 1798, allegorikus költemény
- L'Esprit des choses ou Coup d'œil philosophique sur la nature des êtres et sur l'objet de leur existence (A dolgok szelleme, avagy a lények természete és létezésük tárgya filozófiai szemmel), 1800
- Le Ministère de l'Homme-Esprit (Az emberi lélek hivatása), 1802

További tanulmányai jelentek meg az 1807-ben, már a halála után Œuvres posthumes (Posztumusz művek) címmel.

## Filozófiája
Saint-Martin a Francia Forradalmat a szentírás megvalósulásának tartotta, ha nem épp egy kis Utolsó Ítéletnek. Számára az ideális társadalom egy természetes és spirituális teokrácia lett volna, amelyben Isten tehetségük és érdemeik alapján emelne rangra embereket, akik szigorúan, a többi ember számára isteni felhatalmazással utat mutatóknak tekintenék önmagukat. Minden egyházi szervezet eltűnne és átadná helyét egy tisztán spirituális kereszténységnek, mely lelkiismeretből (illetve egy magasabb morálból) fakadó magasabb emberi képesség kinyilatkoztatásán alapulna, melyből az Istenről való tudást is eredeztetnénk. Isten örökkön örökké létezik és a teremtés az isteni szeretet túlcsordulása, mely már nem képes feltartóztatni önmagát. Az emberi lélek, az emberi értelem vagy szellem, a Világlélek és az elemek vagyis az anyag az isteni kiáradás négy állapota, az ember Isten közvetlen visszatükröződése, a természet pedig az ember visszatükröződése. Az ember azonban aláhullott e magasztos rangjáról és az anyag a bukása egyik következménye. Az isteni szeretet azonban, Krisztusként egyesülve az emberiséggel, munkálkodni fog a végső újjászületésen.

## Hatása
A művei iránt rajongók St. Martin barátai elnevezésű csoportokat alakítottak, melyek később a Martinizmus alapjai lettek. Hatással volt az Arany Hajnal Hermetikus Rendje kialakulására. Magyarországon Hamvas Béla volt munkásságának legjobb ismerője. Számos helyen idéz tőle és hivatkozik rá a Scientia Sacra c. művében és más írásaiban.

## Fordítás
- Ez a szócikk részben vagy egészben  a   Louis Claude de Saint-Martin című angol Wikipédia-szócikk fordításán alapul.  Az eredeti cikk szerkesztőit annak laptörténete sorolja fel. Ez a jelzés csupán a megfogalmazás eredetét és a szerzői jogokat jelzi, nem szolgál a cikkben szereplő információk forrásmegjelöléseként.